# Lepetella
Lepetella is een geslacht van zeeslakken uit de familie Lepetellidae. De wetenschappelijke naam van het geslacht is voor het eerst geldig gepubliceerd in 1880 door Addison Emery Verrill.
Verrill beschreef samen met zijn assistent Sanderson Smith de soort Lepetella tubicola die was verzameld aan de zuidkust van New England, onder meer ten zuiden van Martha's Vineyard. Deze kleine slakken met dunne, witte, gladde, conische schelpen (de langste was 3,75 mm) werden aangetroffen aan de binnenkant van oude "buizen" waarin de borstelworm Hyalinoecia artifex leeft; in een zo'n buis werden 27 exemplaren gevonden.
Lepetella en andere Lepetellidae voeden zich uitsluitend met buizen van rondwormen uit het geslacht Hyalinoecia. Deze tubes bevatten veel suiker-fosfaat-polymeren.

## Soorten
Volgende soorten behoren tot dit geslacht:
- Lepetella barrajoni Dantart & Luque, 1994
- Lepetella clypidellaeformis (Suter, 1908)
- Lepetella espinosae Dantart & Luque, 1994
- Lepetella furuncula Lima, Guimarães & Simone, 2016
- Lepetella laterocompressa (de Rayneval & Ponzi, 1854) †
- Lepetella mayi (Finlay, 1926)
- Lepetella parallela (Laws, 1950) †
- Lepetella postapicula Dell, 1990
- Lepetella sierrai Dantart & Luque, 1994
- Lepetella tasmanica (May, 1919)
- Lepetella tubicola Verrill & S. Smith, 1880

(† = fossiele soort)